# Les Chevaliers de Baphomet : Les Boucliers de Quetzalcoatl
Les Chevaliers de Baphomet : Les Boucliers de Quetzalcoatl (version originale : Broken Sword II: The Smoking Mirror) est un jeu vidéo d'aventure développé par Revolution Software, sorti sur PC et PlayStation en 1997. Le jeu a été édité par Virgin Interactive pour la version PC et par Sony Computer Entertainment pour la version PlayStation. Une version remasterisée du jeu est sortie en décembre 2010 sur iPhone, iPod Touch et iPad et en décembre 2012 sur Android.
Il s'agit du second épisode de la série Les Chevaliers de Baphomet, sorti un an après le premier volet.

## Trame
Six mois après les évènements des Chevaliers de Baphomet, George Stobbart (VO : Rolf Saxon / VF : Emmanuel Curtil) revient à Paris après les funérailles de son père et retrouve son amie Nicole Collard (VO : Jennifer Caron Hall (en) / VF : Nathanièle-Esther Benchimoun). Il apprend que cette dernière a récemment commencé une nouvelle enquête après avoir reçu d’un contact une mystérieuse statuette maya. Cherchant à en savoir plus, elle invite George à l’accompagner chez le professeur Oubier (VF : Jean-Claude Sachot). Cependant, dès leur arrivée au domicile de ce dernier, ils sont pris en embuscade par des individus originaires d'Amérique centrale : Nicole est enlevée et George assommé avant d’être laissé prisonnier dans la maison en feu. Après s’être échappé, George contacte André Lobineau (VF : Patrick Borg), qui avait recommandé Oubier à Nicole, et découvre rapidement que cette dernière a été emmenée à l’entrepôt de la société Condor Transglobal à Marseille. Après l’avoir sauvée, il apprend que Condor Transglobal est dirigée par un certain Karzac (VF : Pierre Hatet), qui est à la tête du réseau de trafic de drogue sur lequel Nicole investiguait, et qui cherche à s’emparer de la pierre pour des raisons inconnues.
Le duo se rend ensuite à Quaramonte (une région fictive en Amérique centrale), où Oubier s’est installé depuis plusieurs mois, et découvre que la dirigeante des lieux, la Présidente Grasiento (VF : Danièle Hazan), et son fils Raoul (VF : Patrice Baudrier) sont de mèche avec Karzac. Ils apprennent également l’existence d’une excavation secrète au cœur de la jungle. En tentant de s’y rendre en bateau, ils sont attaqués par un hélicoptère qui les contraint à s’échouer. Nicole est alors mordue par un serpent venimeux. Avec l’aide d’un missionnaire chrétien, George se rend auprès du chaman (VF : Gilbert Lévy) d’un village local afin de trouver un antidote. Ce dernier lui révèle alors la véritable nature de la pierre : elle fait partie d’un ensemble de trois pierres créées il y a des siècles par des chamans mayas, fidèles au roi dieu Quetzalcoatl, pour emprisonner définitivement dans un miroir son ennemi, le dieu maléfique Tezcatlipoca, l’empêchant ainsi de détruire le monde. Les trois pierres ont été emportées par des explorateurs espagnols : tandis que celle que George et Nicole ont en leur possession est bien arrivée en Espagne, les deux autres ont été volées par des flibustiers. Le chaman avertit également que la libération du dieu est imminente et surviendra lors d’une éclipse solaire, marquant la fin du cinquième âge du calendrier maya.
Après avoir soigné Nicole et partagé avec elle ces découvertes, le duo décide de se séparer pour retrouver les deux autres pierres. George se rend dans les Caraïbes sur les traces d’un pirate espagnol qui aurait volé la deuxième pierre. Avec l’aide des propriétaires d’un manoir local et de leur petite-fille, il parvient à la récupérer. De son côté, Nicole se rend à Londres pour retrouver la troisième pierre, volée autrefois par un pirate anglais. Avant qu’elle ne puisse la récupérer, Oubier la subtilise, forçant Nicole à fuir par une station de métro abandonnée. En le poursuivant jusqu’aux docks, elle découvre qu’il n’était qu’un pion manipulé par Karzac, qui n’hésite pas à l’éliminer. Nicole récupère alors la pierre et s’échappe.
De retour à Quaramonte, elle rejoint le village dans la jungle mais le trouve entièrement détruit. Ayant appris que George a caché les pierres sur place, elle part sur les traces de Titipoco (VF : Gilbert Lévy), un petit Centraméricain que George avait libéré à Marseille et à qui il avait confié l’une des pierres. Elle le retrouve sur le point d’être sacrifié au sommet d’une pyramide maya. Après avoir créé une diversion, elle le libère et tous deux s’engouffrent dans la pyramide. De son côté, Raoul décide de se retourner contre sa mère et Karzac.
À l’intérieur de la pyramide, le groupe se retrouve séparé mais parvient à franchir les pièges et énigmes menant à la chambre où est enfermé Tezcatlipoca, que Karzac s’apprête alors à libérer. Nicole replace immédiatement la première pierre, tandis que Titipoco s’occupe de la seconde, malgré l’intervention de la Présidente Grasiento qui tente de l’en empêcher. Raoul intervient pour la stopper, la faisant chuter mortellement. Lorsque Tezcatlipoca commence à émerger du miroir, il tue Karzac sur-le-champ, mais George parvient à remettre la troisième pierre en place, emprisonnant définitivement le dieu. Alors que l'éclipse se termine, George, Nicole et Titipoco sortent de la pyramide et savourent leur victoire, soulagés.

## Système de jeu
Les Chevaliers de Baphomet : Les Boucliers de Quetzalcoatl est un jeu d'aventure de type point-and-click en vue à la troisième personne dans lequel le joueur guide les protagonistes George Stobbart et Nicole Collard à travers le monde du jeu. Le système de jeu est très proche de celui du premier opus : le joueur doit interagir avec l'environnement et récupérer des objets, les combiner entre eux et les utiliser sur des éléments du décor ou des personnages afin de résoudre des énigmes et progresser dans l'aventure. Il est possible d'examiner les objets pour en obtenir une description ainsi que des indices. George et Nico peuvent dialoguer avec d'autres personnages via des arbres de conversation pour obtenir des indices sur la résolution des énigmes ou l'avancement de l'intrigue. Le joueur utilise une carte pour voyager, de nouveaux lieux s'y ajoutant au fil de l'histoire. Enfin, le personnage incarné peut mourir en cas de mauvaise décision.

## Développement

### Version Game Boy Advance annulée
En parallèle du développement du troisième jeu de la série, Les Chevaliers de Baphomet : Le Manuscrit de Voynich, l'éditeur BAM! Entertainment finance le développement d'une adaptation des Boucliers de Quetzalcoatl pour la Game Boy Advance. Achevée à 99 %, elle est cependant annulée en raison des difficultés financières de BAM! Entertainment. Tony Warriner, qui a conservé une copie des fichiers du jeu dans ses archives, en publie quelques images en 2024 sur les réseaux sociaux,.

## Accueil
Les versions PC et PlayStation des Boucliers de Quetzalcoatl reçoivent un accueil critique en demi-teinte, obtenant respectivement 70,50% et 73,09% sur GameRankings.
Pour Moira Muldoon de GameSpot, les différents lieux visités sont « un des principaux attraits du jeu : tous sont recréés de façon réaliste  et avec talent, permettant une immersion totale dans l'aventure ». Son collègue Ben Stahl salue également « la variété des environnements qui se renouvellent après quelques heures ».
Ben Stahl estime que « la possibilité d'incarner Nicole dans certaines séquences rend l’aventure plus intéressante, car Nico a une manière totalement différente d’aborder les gens et les situations ».
Moira Muldoon juge les énigmes « simples et logiques », sauf pour une minorité d'entre elles qui « peuvent nécessiter une approche du type « essayer chaque objet avec chaque élément cliquable à l'écran » ». Selon elle, « les joueurs aguerris pourraient trouver faciles certaines énigmes du type « faire fonctionner cette machine », ou « écarter ce personnage du chemin pour pouvoir aller chercher un indice », bien qu'il y ait assurément quelques énigmes plus relevées vers la fin du jeu ». Pour Sam Bishop d'IGN, les énigmes ne sont pas très originales mais elles sont « suffisamment difficiles pour vous faire réfléchir, sans pour autant être si complexes que vous y passiez des heures ». Sébastien Lubrano de PC Jeux regrette que les énigmes soient « particulièrement coriaces et bien plus difficiles que celles du premier épisode ».
Ben Stahl juge les bruitages « incroyablement basiques et laissant à désirer », et a été déconcerté par l'absence de musique lors de certaines séquences. Il salue en revanche que tous les dialogues aient fait l'objet d'un doublage et souligne également la qualité de celui-ci. Pour Moira Muldoon, le fait que le personnage « n'ait plus besoin de conclure chaque conversation par un « À plus tard » ou un « Ravi de vous avoir parlé » » est « une amélioration bienvenue par rapport à l'opus précédent : si vous retournez parler à un garde pour la énième fois, vous pouvez directement entrer dans le vif du sujet et partir quand vous avez fini ».
Moira Muldoon, comparant Les Boucliers de Quetzalcoatl à son prédécesseur — dans lequel « on apprenait de véritables éléments d’histoire concernant les Templiers » —, se dit légèrement déçue de ne pas en avoir plus appris « sur Tezcatlipoca et la civilisation maya » bien que « les Mayas sont tout aussi fascinants que les Templiers – voire plus ».
Ben Stahl estime que, sur PlayStation, « ce sont toujours les limites de la console — et non le scénario captivant ou l’humour décalé du jeu — qui empêchent Les Boucliers de Quetzalcoatl d’exploiter pleinement son potentiel ». Le journaliste déplore un manque de lisibilité de l'image et fustige particulièrement « la manette qui ne vaut pas le confort d'une souris », mais note cependant que « l'interface laborieuse et les temps de chargement interminables du premier jeu ont été corrigés ».